# Schaitbergerkirche

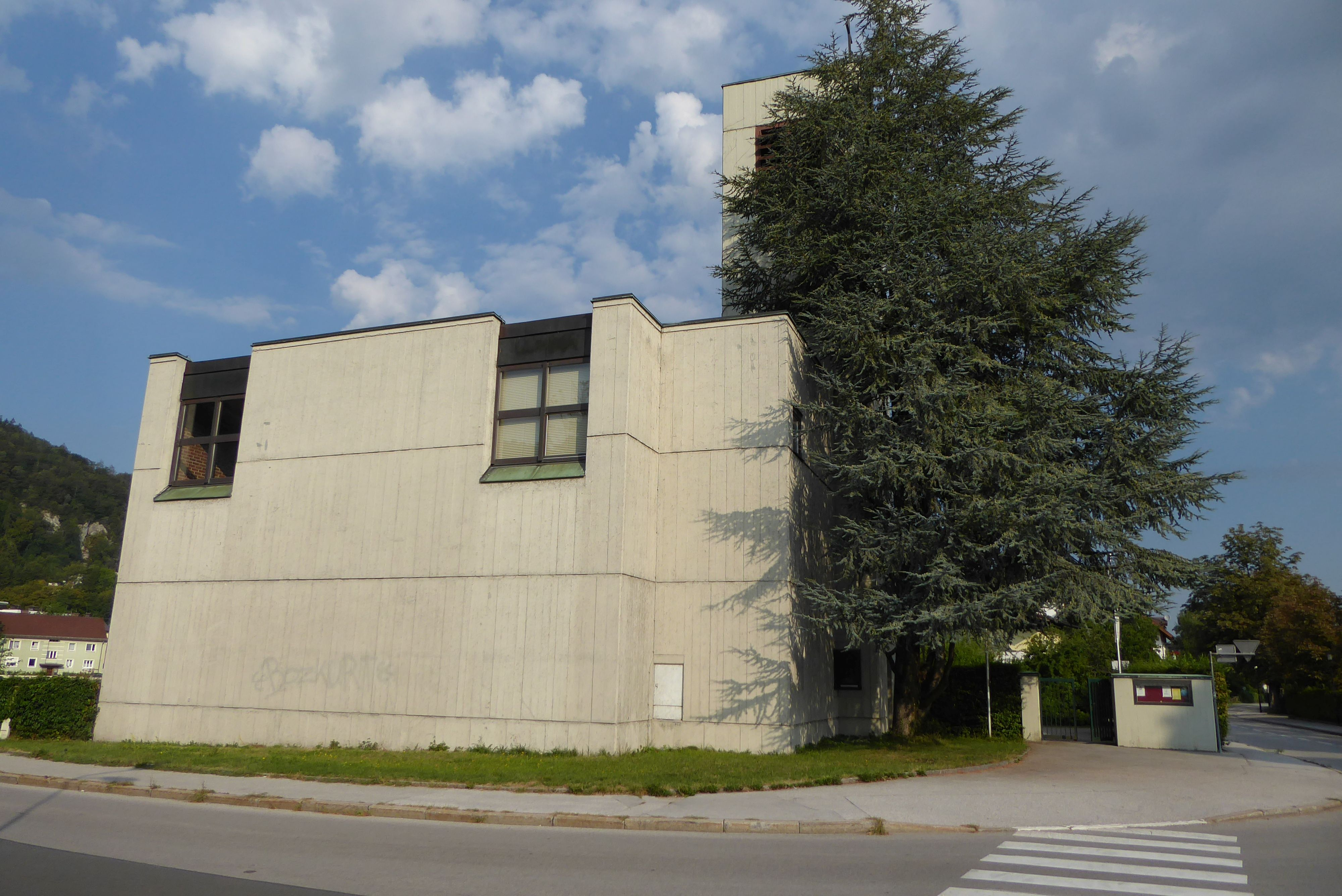
Evangelische Kirche, Südfassade

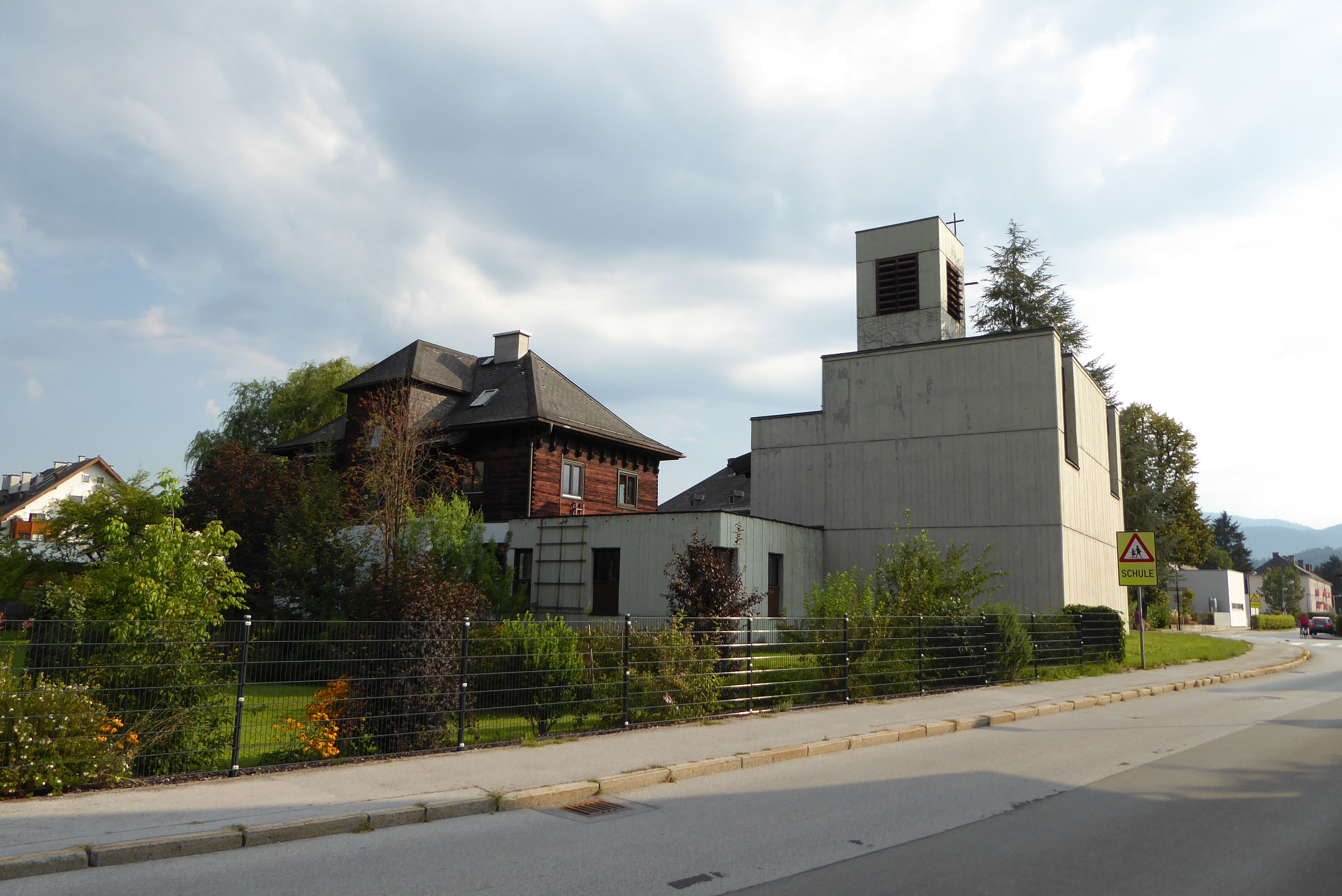
Westansicht mit Pfarrhaus

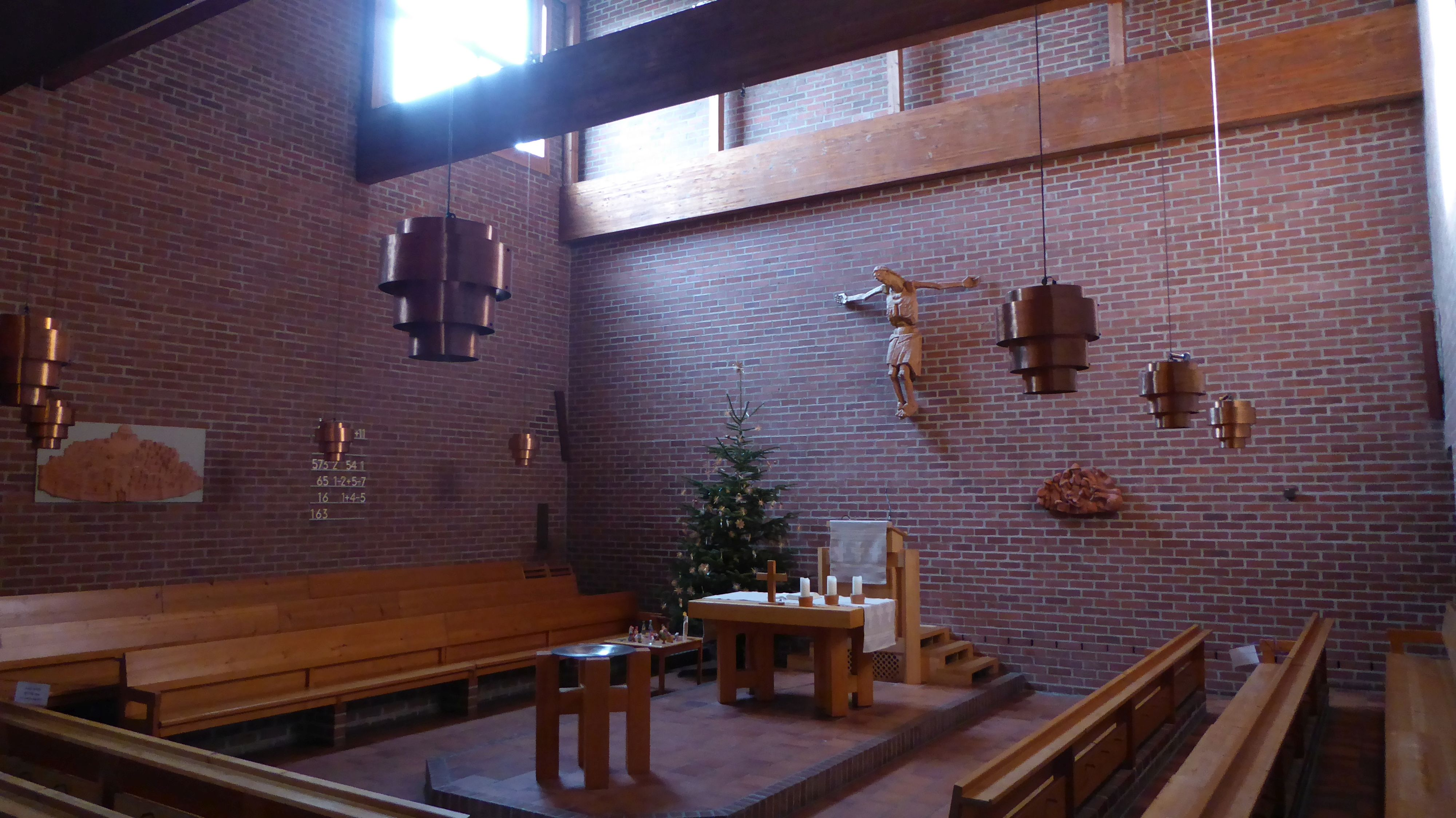
Innenraum mit Adlhartkreuz

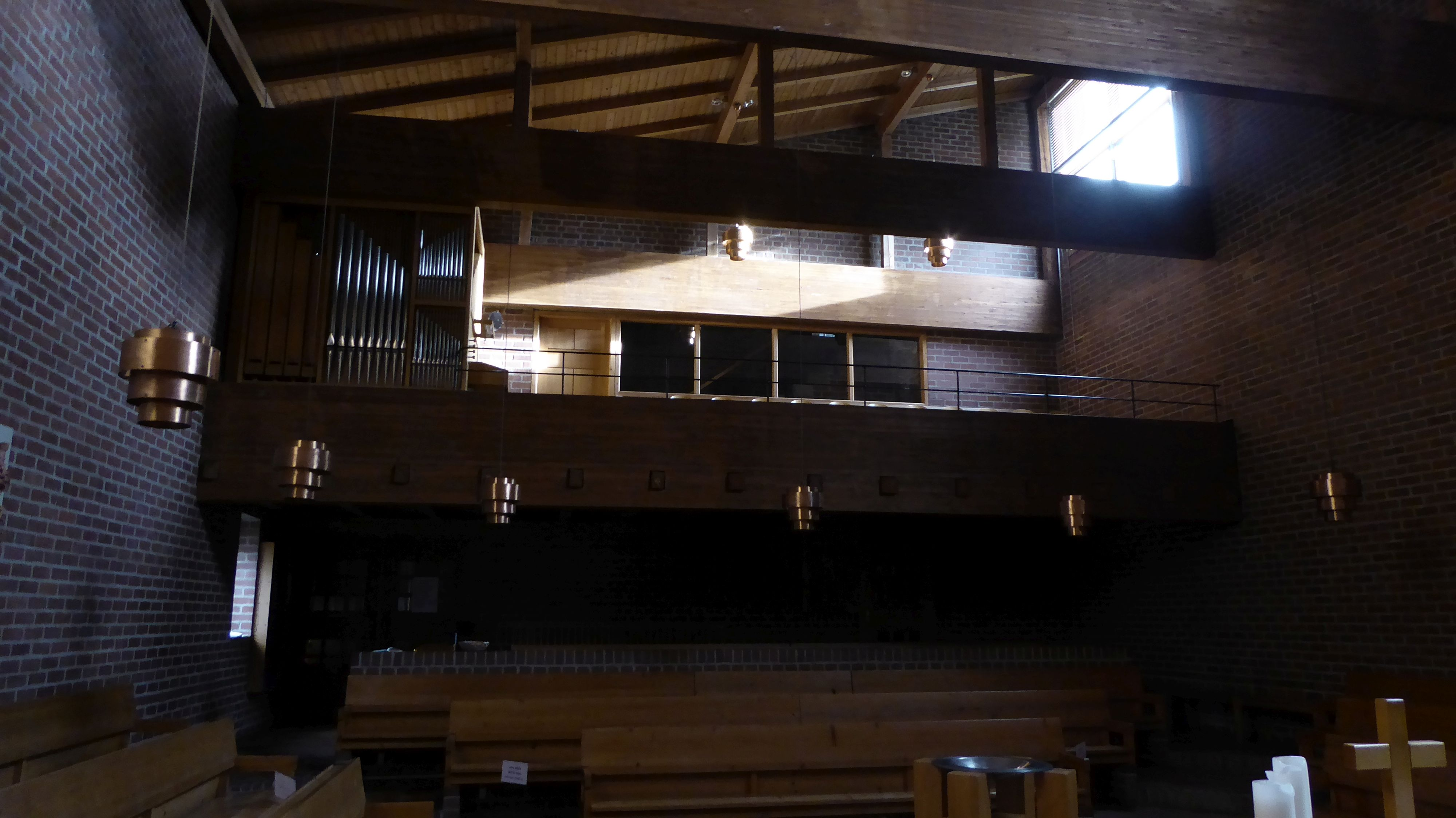
Blick zur Ostwand der Schaitbergerkirche

Die Schaitbergerkirche ist die nach dem Glaubenskämpfer und Bergmann Joseph Schaitberger benannte evangelische Pfarrkirche in Hallein. Das Kirchengebäude mitsamt dem Pfarrhof steht unter Denkmalschutz (Listeneintrag).
Die Kirche wurde 1968/69 nach den Plänen des Architekten Jakob Adlhart an der Stelle einer Notkirche von 1919 errichtet.
Die Kirche ist ein schmuckloser kubischer Bau mit hohem Kirchturm und quadratischem Grundriss. An der Chorwand ist ein Kruzifix des Bildhauers Jakob Adlhart angebracht.

## Gemeinde
Die Pfarrgemeinde ist seit 1925 selbständig und hat ca. 2000 Mitglieder. Der Pfarrsprengel deckt sich beinahe vollständig mit dem Bezirk Hallein. Lediglich Rußbach zählt zur Pfarre Gosau.

## Orgel
Die Orgel der Kirche ist ein kleines vollmechanisches Instrument, welches sich auf der Empore befindet.
| I. Manual |    |
| Rohrflöte | 8′ |
| Prinzipal | 4′ |
| Waldflöte | 2′ |
| Mixtur IV |    |

| II. Manual |    |
| Gedackt    | 8′ |
| Rohrflöte  | 4′ |
| Oktave     | 2′ |
| Zimbel III |    |

| Pedal      |     |
| Subbass    | 16′ |
| Spitzflöte | 8′  |
| Nachthorn  | 4′  |

- Koppeln: II/I, I/P, II/P als Tritt

## Geläut
Im modernen Campanile befinden sich 4 Bronzeglocken.
| Glocke | Ton   | Masse  | Gießer                               | Gussjahr |
| ------ | ----- | ------ | ------------------------------------ | -------- |
| 1      | cis’’ | 216 kg | Glockengießerei Grassmayr, Innsbruck | 1974     |
| 2      | f’’   | 100 kg | Glockengießerei Grassmayr, Innsbruck | 1974     |
| 3      | gis’’ | 61 kg  | Glockengießerei Grassmayr, Innsbruck | 1975     |
| 4      | b’’   | 42 kg  | Glockengießerei Grassmayr, Innsbruck | 1985     |